# ケプラー11c
ケプラー11c (Kepler-11c) とは、地球からはくちょう座の方向に約2000光年離れた位置にある、太陽と極めて似た直径、質量を持つG型主系列星であるケプラー11を公転する太陽系外惑星である。NASAが運用しているケプラー宇宙望遠鏡により発見された。ケプラー11惑星系内においては内側から2番目にある惑星であり、その大気は希薄な水素とヘリウムから成ると考えられている。ケプラー11cは13日で恒星ケプラー11の周囲を公転しており、密度は水にも満たないと考えられている。質量と半径は推定ではどちらも3倍程度である。ケプラー11惑星系はトランジット惑星が3つ以上発見された初の惑星系であり、更に軌道長半径はどれも小さく、軌道傾斜角はほぼ6つとも同じである。2011年2月2日に発見の内容が公表され、後にネイチャーに出版された。

## 名称と発見
ケプラー11cは、ケプラー11系の他の5個の惑星と同時にケプラー宇宙望遠鏡によって発見され、2011年2月2日に発見の成果が公表され、翌3日にNASAが公表した。この系外惑星の発見への特筆すべき点としてはケプラー11bと軌道共鳴を行っていることが挙げられる。
ケプラー11cの名前は、ケプラー11系の惑星が同時に6個発見されたことに因み、公転軌道が内側の惑星からb、c、d…と名付けられ、ケプラー11cは、内側から2番目の惑星であったためcの符号が与えられた。ケプラーは観測の対象が決められており、その恒星には仮符号としてKOI(Kepler Object of interestの略)という名称を付ける。そのため正式に発見が認められるまでは KOI-157 c、またはKOI-157.01と呼ばれていた。このケプラーとはNASAが運用している宇宙望遠鏡で、太陽系外地球型惑星をトランジットにより発見することを試みている。このトランジットは恒星の等級のわずかな変動によって観測され、その後の再調査によって惑星の存在への真偽が裏付けられている。
この再調査はヘール望遠鏡、シェーン望遠鏡、MMT望遠鏡、WIYN望遠鏡、Tillinghast望遠鏡、ケックI望遠鏡、ホビー・エバリー望遠鏡、ハーラン・J・スミス望遠鏡、北欧光学望遠鏡によって行われた。

## 軌道の性質

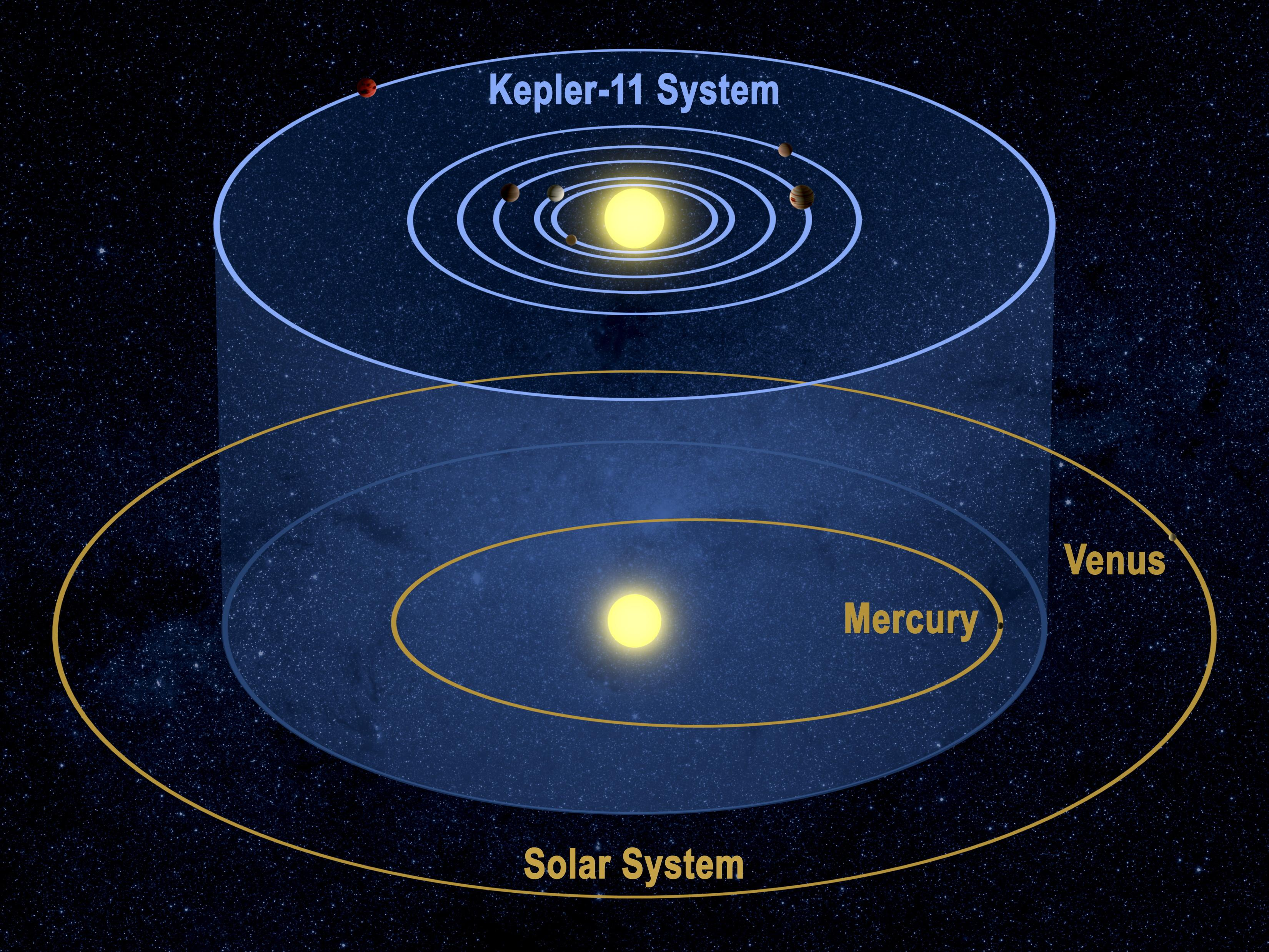
ケプラー11系と水星、金星の軌道

ケプラー11cは、ケプラー11系の惑星の中で、ケプラー11から2番目に近い軌道を公転する惑星である。軌道長半径は0.107 auと、太陽と水星の距離の約4分の1しかない。すぐ外側を公転するケプラー11bとの公転軌道の差は0.016AUしかない。 公転周期は約13日と35分で、軌道離心率は0.026であり公転軌道は円軌道に近い。ケプラー11bと軌道共鳴をしている可能性があり、その比率は5:4である。
軌道傾斜角は89.59°であり、ケプラー11の見かけの中央に近い部分を通る惑星である。ケプラー11cの通過時間は、ケプラー11系の惑星の中では通過時間が3番目に短く、ケプラー11の手前を4.62時間で通過する。なおこの値は、より外側を公転するケプラー11eの4.33時間よりも長いが、これは、ケプラー11eがケプラー11の見かけの中央からかなり離れたところを通過するためである。このことは、ケプラー11系が完全に同一平面上の軌道にはないことを示している。

## 物理的性質

### 概要
ケプラー11cは、いずれも地球と比べて、半径が2.87倍、質量が2.9倍と推定されている。直径はケプラー11系の惑星の中で3番目に小さく、質量も3番目に小さい。また、軌道の差が約800万kmで、ほぼ同じ直径を持つケプラー11dはケプラー11cの約2.5倍もの質量を持つ。ケプラー11cがケプラー11の手前を通過すると、ケプラー11は視等級で0.82 ± 0.01暗くなる。この値は、ケプラー11系の惑星の中で3番目に小さい。なおこの値は、より半径の小さいケプラー11fの0.55 ± 0.02よりも大きい値である。2011年の論文では半径はトランジット法の観測により、ある程度正確に求まっていたが、質量は7.4倍から18.3倍と、かなり幅があった。この差は、ケプラー11cとケプラー11bが、互いの重力で公転周期を狂わせていることによる、直接的なデータの質の問題である。2013年の論文では数値がかなり変わっており、地球の13倍と考えられていた質量は3倍に修正された。後の2014年の論文では地球の6倍とする論文と2倍とする論文がある。

### 推定される性質
仮に13.5倍を採るならば、平均密度は2.3g/cm3である。これは100%純粋な水で出来ていると仮定する場合よりも値が大きく、太陽系のガス惑星と比べても高密度である。この値は、氷と岩石で出来た冥王星とほぼ同じ値である。しかし、ケプラー11cはケプラー11から極めて近く、表面温度は水星を超える560℃(833K)であると推定される、極めて高温の惑星である。そのため、ケプラー11cは普通の惑星とは相当異なった組成で構成されていると考えられている。また、ケプラー11cは軽い元素の水素ではなく、ヘリウム以上の重い元素で構成されていると考えられている。これらを総合すると、ケプラー11cは、鉄が著しく少ない、ほぼ純粋な珪酸塩で構成されていると考えられている。水は恐らく天王星型惑星に見られる「氷」の状態であると考えられている。また、水素とヘリウムで出来た大気を持っていると考えられている。
ケプラー11cは極めて高温の惑星であることから、ケプラー11cはかつて水素を豊富に含んだ大気を持つ惑星であったが、ケプラー11からの強い放射に長年晒され、水素の大部分が逃げてしまったと推定されている。ただし、平均密度を考慮すると、同じような運命を辿ったケプラー11bと比べると、大気の減少はケプラー11bほどは進んでいないと考えられる。これは、ケプラー11bと比べれば、ケプラー11cがより遠くを公転しており、それだけ放射圧が低かったと考えられる。

## 恒星
恒星ケプラー11ははくちょう座にある恒星で、質量は0.961 M☉、半径は1.065 R☉であり、質量と半径ともに太陽とよく似た恒星である。金属量もほぼ0であり、これも太陽に似ている。金属量は惑星を発見する上では指標となり、金属量が高いとその恒星から惑星が見つかる可能性が高くなる。これは金属量が高ければ金属の量は増すため巨大ガス惑星の形成が早まることや、質量の大きさから惑星が恒星の方へ移動することが原因となり検出率が高まるからである。
この恒星はケプラー11cの他、b、d、e、f、gを持つ。ケプラー11gを除いた5惑星は水星の軌道より内側を公転している。
ケプラー11自体は視等級がKバンドで12.180であり、肉眼では到底見えない。